# Политическая система Австралии
Согласно Конституции Австралии, страна представляет собой федеративное государство с конституционно-монархической формой правления. Политика в стране проводится в рамках парламентской демократии. Монарх Великобритании является монархом Австралии, и его власть на территории страны представлена генерал-губернатором. Власть монарха на территории отдельных штатов и территорий, входящих в состав страны, представлена губернаторами и администраторами. Однако монархия в Австралии имеет в основном церемониальное и историческое значение. По своей сути, политическая система Австралии представляет собой парламентскую демократию. Жители страны избирают законодательные органы каждой территории и штата, входящих в состав федерации, а также двухпалатный федеральный парламент Австралии, который представляет собой гибрид парламента Великобритании, действующего на основе Вестминстерской традиции, а также элементов уникальной австралийской федеральной практики.

## Законодательная власть
Парламент Австралии, называемый также Парламентом Содружества или Федеральным парламентом, является высшим органом законодательной власти Австралии. Он двухпалатный, находящийся под влиянием как Вестминстерской системы, так и федерализма Соединенных Штатов. Согласно статье 1 Конституции Австралии Парламент состоит из трех частей: Монарха, Сената и Палаты представителей. Австралийский Парламент — шестая по старшинству непрерывно демократическая легислатура в мире.
Палата представителей насчитывает 150 депутатов, каждый из которых избирается на гибкий срок исполнения полномочий, не превышающий трех лет, и представляет один избирательный округ, обычно называемый электоратом или местои. Голосование в пределах каждого электората происходит по рейтинговой системе преференциального голосования, которая впервые возникала именно в Австралии. Партия или коалиция партий, получившая доверие большинства депутатов Палаты Представителей, формирует правительство.
В австралийском Сенате 76 депутатов. Шесть штатов направляют по двенадцать сенаторов каждый, а две территории — по два сенатора каждая, избранных по системе единого непереходного голоса. Сенаторы избираются на гибкий срок, не превышающий шести лет. Половина сенаторов должна участвовать в борьбе на каждых федеральных выборах. Сенату предоставлены существенные полномочия в соответствии с конституцией, значительно превышающие полномочия верхних палат Великобритании и Канады. Он обладает властью заблокировать законопроект, прошедший через Палату представителей, а также любые бюджетные расходы. Тем самым Сенат имеет власть свергнуть правительство, как это произошло во время австралийского конституционного кризиса 1975 года.
Поскольку законопроект должен успешно пройти через обе палаты, чтобы стать законом, при разногласиях между Палатой представителей и Сенатом возможна заморозка правительственных расходов на неопределенный срок. Эти тупиковые ситуации разрешаются в соответствии со статьей 57 Конституции, процедурой роспуска обеих палат и назначения двойных выборов. Такие выборы редки, но не из-за отсутствия достаточных поводов к их проведению, а потому что они представляют реальную политическую угрозу для любого правительства, которое захочет довести до них. Из шести двойных выборов, которые были проведены с основания федерации, половина привела к падению правительства. Только однажды, в 1974 год у, была соблюдена полная процедура выхода из тупика, с объединенным заседанием обеих палат, на котором обсуждались законопроекты, которые завели ситуацию в тупик.

## Исполнительная власть
Роль главы государства в Австралии разделена между двумя людьми: монархом Австралии и генерал-губернатором Австралии. Функции и роль генерал-губернатора включают в себя назначение послов, министров и судей, выдачу королевской санкции на законодательные акты, издание предписаний о выборах и дарование почестей. Генерал-губернатор является президентом Федерального Исполнительного Совета и главнокомандующим силами обороны Австралии. Эти посты он занимает по  австралийской Конституции. На практике, за исключением чрезвычайных обстоятельств, генерал-губернатор осуществляет эти полномочия только консультируясь с премьер-министром. Таким образом, роль генерал-губернатора часто описывается как в значительной степени церемониальный пост.
Премьер-министр Австралии — высший министр правительства, лидер Кабинета министров и глава правительства, занимает пост по поручению генерал-губернатора Австралии. Пост премьер-министра, на практике, самая главная политическая должность в Австралии. Являясь вершиной исполнительной власти страны, должность не упоминается в Конституции Австралии и существует благодаря неписаному политическому обычаю. Не считая исключительных обстоятельств, премьер-министр всегда лидер политической партии или коалиции с поддержкой большинства палаты представителей. Единственный случай, когда премьер-министром был назначен сенатор, — с Джоном Гортоном, который впоследствии ушел со своего поста в Сенате и был избран депутатом Палаты представителей (сенатор Джордж Пирс был исполняющим обязанности премьер-министра в течение семи месяцев в 1916 году, пока Билли Хьюз был за рубежом).
Кабинет министров Австралии — совет главных министров, ответственных перед Парламентом. Кабинет назначается Генерал-губернатором по совету Премьер-министра и приступает к работе с его одобрения. Заседания Кабинета происходят в обстановке строгой конфиденциальности один раз в неделю, для обсуждения жизненно важных проблем и формирования общей политики. За пределами кабинета остаются младшие министры, ответственные за определенную область политики и отчитывающиеся непосредственно перед любым министром кабинета. Конституция Австралии не признает Кабинет в качестве юридического лица, и его решения не имеют никакой юридической силы. Все члены правительства — одновременно члены Исполнительного совета, органа, который возглавляется — в теории, хотя редко на практике — Генерал-губернатором, и который собирается исключительно, чтобы подтвердить и дать юридическую силу решениям, уже принятым Кабинетом. Поэтому всегда есть член правительства, носящий звание Вице-президента Исполнительного совета.
Отражая влияние Вестминстерской системы, министры отбираются из избранных депутатов парламента. От всех министров ожидается личное отстаивание коллективных правительственных решений. От министра, который не может публично защитить действий правительства, в большинстве случаев ожидают ухода в отставку. Такие отставки редки; редкость также публичное раскрытие расколов в рамках кабинета. Внутрипартийная лояльность рассматривается в австралийской политике как серьезный фактор.

## Судебная власть
Верховный суд Австралии является высшим в австралийском судебной иерархии и последней инстанцией апелляционного суда в Австралии. Он является как судом первой инстанции, так и апелляционным, имеет право судебного рассмотрения законов, принятых парламентом Австралии и парламентами штатов, и интерпретирует Конституцию Австралии. Верховный суд наделен полномочиями по статье 71 Конституции, которая наделяет его судебной властью в Австралийском Союзе. Был учрежден в соответствии с Законом о судебной системе 1903 года. Верховный суд состоит из семи судей: председателя Верховного суда Австралии, в настоящее время Роберт Френч, и шесть других судей.
Верховные суды штатов также считаются высшими судами, то есть обладают неограниченной юрисдикцией в отношении судебных споров, а также являются вершиной судебной иерархии в пределах своей юрисдикции. Они были созданы согласно конституциям соответствующих штатов или актами о самоуправлении для Австралийской столичной территории и Северной Территории. Апелляции могут быть поданы в Верховный суд Австралии из верховных судов штата.
Нижестоящие суды вторичны по отношению к высшим судам. Их существование устанавливается законодательно, и они обладают властью принимать решения по вопросам, которые им отведет парламент. Решения нижестоящих судов могут быть обжалованы в Верховном суде данной области, а затем в Верховный суд Австралии.

## Выборы
На федеральном уровне выборы проводятся не реже, чем раз в три года. Премьер-министр может посоветовать генерал-губернатору назначить выборы в Палату Представителей в любое время, но выборы в Сенат могут быть проведены только в определенные периоды, предписанные Конституцией Австралии. Последние Австралийские федеральные выборы состоялись 7 сентября 2013 года.
Палата представителей избирается с помощью австралийской рейтинговой системе голосования, которая в итоге перераспределяет голоса избирателей малых партий между двумя лидирующими по результатам выборов партиями. Сенат избирается с помощью системы единого передаваемого голоса, что приводит к большей представленности небольших партий в Сенате. Большую часть последнего тридцатилетия поддерживается баланс сил, в результате чего ни правительство, ни оппозиция не имеют полного контроля над Сенатом. Данное ограничение их власти часто заставляет правительства заручаться поддержкой небольших партий или независимых кандидатов, чтобы обеспечить успех своим законодательным инициативам. Легкость, с которой мелкие партии могут обеспечить себе представительство в Сенате по сравнению с Палатой Представителей, предрасполагает, что эти партии зачастую сосредотачивают свои усилия на обеспечении представительства в верхней палате. Это верно также и для уровня штатов (только две территории и Квинсленд имеют однопалатные легислатуры). Незначительным партиям редко удается завоевать места в Палате Представителей.

## Штаты и муниципалитеты
Шесть штатов Австралии и две территории изнутри структурированы по политической системе, подобной системе Содружества. У каждого штата есть свой собственный двухпалатный парламент, за исключением Квинсленда и двух Территорий, парламенты которых являются однопалатными. У каждого штата есть Губернатор, который играет роль, эквивалентную роли Генерал-губернатора на федеральном уровне, и Премьер, который является главой правительства и эквивалентен Премьер-министру. У каждого штата также есть свой собственный Верховный Суд, из которого можно апеллировать в Верховный суд Австралии.
Выборы в шести австралийских штатах и двух территориях проводятся, по крайней мере, один раз в четыре года, хотя Квинсленд проводит их каждые три года. В Новом Южном Уэльсе, Виктории, Южной Австралии и Австралийской столичной территории даты выборов зафиксированы законодательно. Но у премьеров остальных штатов и главы правительства Северной территории есть то же самое право назначать выборы по своему усмотрению, что и у Премьер-министра на федеральном уровне.
Местное самоуправление в Австралии является третьим (и низшим), правительственным уровнем, подчиненным уровню штатов и территорий, которые, в свою очередь, лежат уровнем ниже федерального. В отличие от Соединенных Штатов, Великобритании и Новой Зеландии, во всех штатах есть только один уровень местного самоуправления, без различий между округами и городами. На сегодняшний день большинство местных органов власти имеют одинаковые полномочия в пределах одного штата, и разновидности, такие как "округ" или "город" отсылают скорее к природе поселения, преимущественно сельское оно или городское.

## Идеология
В австралийской политической культуре Коалиция (Либеральная и Национальная партии) считается правоцентристской, а Лейбористская партия считается левоцентристской. Австралийский консерватизм в основном представлен Коалицией, наряду с австралийским либерализмом, под которым подразумевается свободнорыночный экономический неолиберализм, а не левоцентристский социальный либерализм, как в Соединенных Штатах и Великобритании. Лейбористская партия классифицирует себя как социал-демократическая, хотя она проводит неолиберальную экономическую политику начиная с премьер-министра Боба Хоука.
Квинсленд, наряду с Западной Австралией и Северной Территорией, рассматриваются как преимущественно консервативные. Виктория, Южная Австралия, Тасмания, а также Австралийская столичная территория считаются сравнительно социал-либеральными. Новый Южный Уэльс часто расценивается в качестве политически умеренного штата.

## Политические партии
Организованные политические партии федерального уровня доминируют на австралийском политическом поле с момента образования федерации. В конце XIX века наблюдался подъем Австралийской лейбористской партии, которая представляла организованных рабочих. Силы с противоположными ей интересами объединились в две основные партии: правоцентристскую партию с опорой на бизнесменов и средний класс, которая была преимущественно социал-консервативной, теперь это Либеральная партия Австралии, и  аграрную консервативную партию, именуемую сейчас Национальной партией Австралии. Хотя существует еще несколько политических партий, добивающихся парламентского представительства, эти три доминируют везде в австралийской организованной политике. Лишь в редких случаях другие партии или независимые парламентарии играют хоть какую-то роль в формировании или работе правительства.
Австралийская политическая система работает как двухпартийная, благодаря постоянной коалиции между Либеральной партией и Национальной партией. Внутрипартийная дисциплина исторически крепка, в отличие от других стран, таких как США. Политическая система Австралии не всегда была двухпартийной, равно как и не всегда была внутренне стабильной.
Австралийская лейбористская партия (АЛП) называет себя социал-демократической партией, хотя, как уже сказано, в последние десятилетия проводит неолиберальную экономическую программу. АЛП основана на австралийском рабочем движении и представляет интересы городского рабочего класса, хотя её база все более расширяется за счет симпатизирующих лиц из среднего класса.
Либеральная партия Австралии является партией правого центра, представляющей интересы бизнеса, среднего класса из пригорода и многих сельских жителей. Её постоянным партнером по коалиции на федеральном уровне является Национальная партия Австралии, ранее известная как Аграрная Партия, консервативная партия, которая представляет интересы аграриев. Вместе эти две партии известны как Коалиция. В Квинсленде обе партии официально объединились в Либеральную Национальную партию, а в Северной Территории Национальная партия известна как Аграрная либеральная партия.
Малые партии политической системы Австралии включают Австралийскую партию зелёных, две социал-консервативных партии — партию "Семья прежде всего" и Австралийскую партию Каттера, и либертарианскую партию либерал-демократов. Ранее значимые партии включают националистическую партию Единой Нации и социал-либеральную партию австралийских демократов.